# Astra Sharma
Astra Sharma (ur. 11 września 1995 w Singapurze) – australijska tenisistka. Finalistka Australian Open 2019 w grze mieszanej.

## Kariera tenisowa
W styczniu 2019 roku doszła do finału Australian Open w grze mieszanej. W kwietniu wystąpiła w finałach singla i debla podczas turnieju w Bogocie. Odniosła zwycięstwo w zawodach gry podwójnej.
W marcu 2021 triumfowała w turnieju deblowym w Guadalajarze razem z partnerującą jej Ellen Perez. W kwietniu triumfowała w pierwszym turnieju singlowym cyklu WTA Tour, pokonując Uns Dżabir w finale w Charleston z wynikiem 2:6, 7:5, 6:1. W Hamburgu osiągnęła finał gry podwójnej.
W 2022 roku wspólnie z Aldilą Sutjiadi zostały mistrzyniami zawodów deblowych w Bogocie.

## Historia występów wielkoszlemowych
Legenda
     W, wygrany turniej
     F, przegrana w finale
     SF, przegrana w półfinale
     QF, przegrana w ćwierćfinale
     xR, przegrana w x rundzie
     Qx, przegrana w x rundzie kwalifikacji
     A, brak startu
     NH, turniej nie odbył się

### Występy w grze pojedynczej
| Australian Open        | A | A | A | A | A   | A   | A   | A   | 2R  | 1R  | 1R | 1R  | Q2  | Q2  | Q2 | 0 / 4  | 1 – 4  |  |  |  |  |  |  |  |  |  |  |
| French Open            | A | A | A | A | A   | A   | A   | A   | 1R  | 2R  | 2R | 1R  | A   | Q3  |    | 0 / 4  | 2 – 4  |  |  |  |  |  |  |  |  |  |  |
| Wimbledon              | A | A | A | A | A   | A   | A   | A   | 1R  | NH  | 1R | 1R  | A   | Q1  |    | 0 / 3  | 0 – 3  |  |  |  |  |  |  |  |  |  |  |
| US Open                | A | A | A | A | A   | A   | A   | A   | 1R  | 1R  | 1R | Q3  | Q1  | Q2  |    | 0 / 3  | 0 – 3  |  |  |  |  |  |  |  |  |  |  |
|                        |   |   |   |   |     |     |     |     |     |     |    |     |     |     |    |        |        |  |  |  |  |  |  |  |  |  |  |
| Ranking na koniec roku | – | – | – | – | 787 | 976 | 440 | 225 | 108 | 128 | 96 | 231 | 120 | 249 |    | 0 / 14 | 3 – 14 |  |  |  |  |  |  |  |  |  |  |

### Występy w grze podwójnej
| Australian Open        | A    | A | A | A | A | A   | A   | 1R  | 1R  | 1R  | 1R  | A   | 1R  | 1R  | A | 0 / 6  | 0 – 6  |  |  |  |  |  |  |  |  |  |  |
| French Open            | A    | A | A | A | A | A   | A   | A   | 1R  | 1R  | 1R  | A   | A   | A   |   | 0 / 3  | 0 – 3  |  |  |  |  |  |  |  |  |  |  |
| Wimbledon              | A    | A | A | A | A | A   | A   | A   | 2R  | NH  | A   | 1R  | A   | A   |   | 0 / 2  | 1 – 2  |  |  |  |  |  |  |  |  |  |  |
| US Open                | A    | A | A | A | A | A   | A   | A   | A   | A   | 1R  | A   | A   | A   |   | 0 / 1  | 0 – 1  |  |  |  |  |  |  |  |  |  |  |
|                        |      |   |   |   |   |     |     |     |     |     |     |     |     |     |   |        |        |  |  |  |  |  |  |  |  |  |  |
| Ranking na koniec roku | 1029 | – | – | – | – | 815 | 571 | 327 | 136 | 109 | 107 | 117 | 204 | 403 |   | 0 / 12 | 1 – 12 |  |  |  |  |  |  |  |  |  |  |

### Występy w grze mieszanej
| Australian Open | A | A | A | A | A | A | A | A | F | SF | 1R | 1R | A | A | A | 0 / 4 | 7 – 4 |  |  |  |  |  |  |  |  |  |  |  |
| French Open     | A | A | A | A | A | A | A | A | A | NH | A  | A  | A | A |   | 0 / 0 | 0 – 0 |  |  |  |  |  |  |  |  |  |  |  |
| Wimbledon       | A | A | A | A | A | A | A | A | A | NH | A  | A  | A | A |   | 0 / 0 | 0 – 0 |  |  |  |  |  |  |  |  |  |  |  |
| US Open         | A | A | A | A | A | A | A | A | A | NH | A  | A  | A | A |   | 0 / 0 | 0 – 0 |  |  |  |  |  |  |  |  |  |  |  |
|                 |   |   |   |   |   |   |   |   |   |    |    |    |   |   |   |       |       |  |  |  |  |  |  |  |  |  |  |  |
|                 |   |   |   |   |   |   |   |   |   |    |    |    |   |   |   | 0 / 4 | 7 – 4 |  |  |  |  |  |  |  |  |  |  |  |

## Finały turniejów WTA
| Legenda                     | Legenda |
| --------------------------- | ------- |
| Wielki Szlem                |         |
| Igrzyska olimpijskie        |         |
| WTA Tour Championships      |         |
| 2009 – 2020                 |         |
| WTA Premier Mandatory       |         |
| WTA Premier 5               |         |
| WTA Premier                 |         |
| WTA International Series    |         |
| WTA 125K series (2012–2020) |         |
| od 2021                     |         |
| WTA 1000 (obowiązkowe)      |         |
| WTA 1000 (nieobowiązkowe)   |         |
| WTA 500                     |         |
| WTA 250                     |         |
| WTA 125                     |         |

### Gra pojedyncza 2 (1–1)
| Końcowy wynik | Nr | Data             | Turniej    | Nawierzchnia | Przeciwniczka    | Wynik finału  |
| ------------- | -- | ---------------- | ---------- | ------------ | ---------------- | ------------- |
| Finalistka    | 1. | 14 kwietnia 2019 | Bogota     | Ceglana      | Amanda Anisimova | 6:4, 4:6, 1:6 |
| Zwyciężczyni  | 1. | 18 kwietnia 2021 | Charleston | Ceglana      | Uns Dżabir       | 2:6, 7:5, 6:1 |

### Gra podwójna 4 (3–1)
| Końcowy wynik | Nr | Data             | Turniej     | Nawierzchnia | Partnerka            | Przeciwniczki                   | Wynik finału   |
| ------------- | -- | ---------------- | ----------- | ------------ | -------------------- | ------------------------------- | -------------- |
| Zwyciężczyni  | 1. | 13 kwietnia 2019 | Bogota      | Ceglana      | Zoe Hives            | Hayley Carter Ena Shibahara     | 6:1, 6:2       |
| Zwyciężczyni  | 2. | 13 marca 2021    | Guadalajara | Twarda       | Ellen Perez          | Desirae Krawczyk Giuliana Olmos | 6:4, 6:4       |
| Finalistka    | 1. | 11 lipca 2021    | Hamburg     | Ceglana      | Rosalie van der Hoek | Jasmine Paolini Jil Teichmann   | 0:6, 4:6       |
| Zwyciężczyni  | 3. | 9 kwietnia 2022  | Bogota      | Ceglana      | Aldila Sutjiadi      | Emina Bektas Tara Moore         | 4:6, 6:4, 11–9 |

### Gra mieszana 1 (0–1)
| Końcowy wynik | Nr | Data             | Turniej         | Nawierzchnia | Partner            | Przeciwnicy                   | Wynik finału |
| ------------- | -- | ---------------- | --------------- | ------------ | ------------------ | ----------------------------- | ------------ |
| Finalistka    | 1. | 26 stycznia 2019 | Australian Open | Twarda       | John-Patrick Smith | Barbora Krejčíková Rajeev Ram | 6:7(3), 1:6  |

## Finały turniejów WTA 125

### Gra pojedyncza 1 (1–0)
| Końcowy wynik | Nr | Data             | Turniej   | Nawierzchnia | Przeciwniczka | Wynik finału  |
| ------------- | -- | ---------------- | --------- | ------------ | ------------- | ------------- |
| Zwyciężczyni  | 1. | 17 września 2023 | Bukareszt | Ceglana      | Sara Errani   | 0:6, 7:5, 6:2 |

### Gra podwójna 1 (0–1)
| Końcowy wynik | Nr | Data            | Turniej  | Nawierzchnia | Partnerka     | Przeciwniczki                      | Wynik finału |
| ------------- | -- | --------------- | -------- | ------------ | ------------- | ---------------------------------- | ------------ |
| Finalistka    | 1. | 6 stycznia 2024 | Canberra | Twarda       | Kaylah McPhee | Veronika Erjavec Darja Semeņistaja | 2:6, 4:6     |

## Finały turniejów ITF
| turnieje z pulą nagród 100 000 $ (W100)  |
| turnieje z pulą nagród 80 000 $ (W80)    |
| turnieje z pulą nagród 60 000 $ (W75)    |
| turnieje z pulą nagród 40 000 $ (W50)    |
| turnieje z pulą nagród 25/30 000 $ (W35) |
| turnieje z pulą nagród 15 000 $ (W15)    |
| turnieje z pulą nagród 10 000 $          |

### Gra pojedyncza 15 (9–6)
| Rezultat     |    | Data       | Turniej          | ($)      | Naw.    | Przeciwniczka        | Wynik            |
| Zwyciężczyni | 1. | 12/07/2015 | Szarm el-Szejk   | 10 000   | Twarda  | Ola Abou Zekry       | 6:3, 2:6, 6:0    |
| Zwyciężczyni | 2. | 30/07/2017 | Târgu Jiu        | 15 000   | Ceglana | Belinda Woolcock     | 1:6, 6:2, 7:5    |
| Zwyciężczyni | 3. | 20/08/2017 | Graz             | 15 000   | Ceglana | Vendula Žovincová    | 2:6, 6:3, 6:2    |
| Finalistka   | 1. | 08/10/2017 | Toowoomba        | 25 000   | Twarda  | Eri Hozumi           | 5:7, 2:6         |
| Finalistka   | 2. | 11/03/2018 | Orlando          | 15 000   | Ceglana | Sophie Chang         | 3:6, 6:7(6)      |
| Zwyciężczyni | 4. | 24/06/2018 | Baton Rouge      | 25 000   | Twarda  | Maria Mateas         | 6:2, 6:1         |
| Zwyciężczyni | 5. | 22/07/2018 | Gatineau         | 25 000   | Twarda  | Victoria Rodríguez   | 3:6, 6:4, 6:3    |
| Zwyciężczyni | 6. | 24/09/2018 | Cairns           | 25 000   | Twarda  | Destanee Aiava       | 0:6, 7:6(5), 6:1 |
| Zwyciężczyni | 7. | 10/03/2019 | Irapuato         | 25 000+H | Twarda  | Verónica Cepede Royg | 6:7(3), 6:4, 6:3 |
| Finalistka   | 3. | 25/06/2023 | Ystad            | 40 000   | Ceglana | İpek Öz              | 1:6, 3:6         |
| Finalistka   | 4. | 09/07/2023 | Montpellier      | 60 000   | Twarda  | Clara Burel          | 3:6, 5:7         |
| Zwyciężczyni | 8. | 29/10/2023 | City of Playford | 60 000   | Twarda  | Joanna Garland       | 7:6(6), 6:0      |
| Finalistka   | 5. | 05/11/2023 | Sydney           | 60 000   | Twarda  | Destanee Aiava       | 3:6, 4:6         |
| Finalistka   | 6. | 24/03/2025 | Sabadell         | 30 000   | Ceglana | Guiomar Maristany    | 3:6, 3:6         |
| Zwyciężczyni | 9. | 04/05/2025 | Bonita Springs   | 100 000  | Ceglana | Whitney Osuigwe      | 6:2, 6:2         |

### Gra podwójna 14 (7–7)
| Rezultat     |    | Data       | Turniej            | ($)      | Naw.    | Partnerka          | Przeciwniczki                            | Wynik             |
| Zwyciężczyni | 1. | 09/07/2016 | Amstelveen         | 10 000   | Ceglana | Frances Altick     | Erika Vogelsang Mandy Wagemaker          | 6:4, 6:2          |
| Zwyciężczyni | 2. | 15/07/2016 | Knokke             | 10 000   | Ceglana | Frances Altick     | Déborah Kerfs Kelly Versteeg             | 6:4, 6:4          |
| Finalistka   | 1. | 13/10/2017 | Cairns             | 25 000   | Twarda  | Belinda Woolcock   | Naiktha Bains Abigail Tere-Apisah        | 6:4, 2:6, 6–10    |
| Zwyciężczyni | 3. | 16/06/2018 | Sumter             | 25 000   | Twarda  | Luisa Stefani      | Julia Elbaba Xu Shilin                   | 2:6, 6:3, 10–5    |
| Finalistka   | 2. | 23/06/2018 | Baton Rouge        | 25 000   | Twarda  | Gabriela Talabă    | Hayley Carter Ena Shibahara              | 3:6, 4:6          |
| Finalistka   | 3. | 21/09/2018 | Cairns             | 25 000   | Twarda  | Erin Routliffe     | Naiktha Bains Xu Shilin                  | 1:6, 6:7(7)       |
| Finalistka   | 4. | 13/10/2018 | Toowoomba          | 25 000   | Twarda  | Samantha Harris    | Freya Christie Erin Routliffe            | 5:7, 4:6          |
| Zwyciężczyni | 4. | 09/03/2019 | Irapuato           | 25 000+H | Twarda  | Paige Hourigan     | Verónica Cepede Royg Renata Voráčová     | 6:1, 4:6, 12–10   |
| Finalistka   | 5. | 20/04/2019 | Dothan             | 80 000   | Ceglana | Destanee Aiava     | Caroline Dolehide Usue Maitane Arconada  | 6:7(5), 4:6       |
| Finalistka   | 6. | 07/11/2020 | Charleston         | 100 000  | Ceglana | Majar Szarif       | Magdalena Fręch Katarzyna Kawa           | 6:4, 4:6, 2–10    |
| Zwyciężczyni | 5. | 13/05/2023 | Naples             | 60 000   | Ceglana | Christina Rosca    | Sophie Chang Angela Kulikov              | 6:1, 7:6(4)       |
| Zwyciężczyni | 6. | 24/06/2023 | Ystad              | 40 000   | Ceglana | Wałerija Strachowa | Jenny Dürst Fanny Östlund                | 4:6, 7:6(3), 11–9 |
| Zwyciężczyni | 7. | 30/09/2023 | Kuršumlijska Banja | 40 000   | Ceglana | Wałerija Strachowa | Anastasija Gasanowa Jekatierina Makarowa | 6:1, 6:4          |
| Finalistka   | 7. | 28/10/2023 | City of Playford   | 60 000   | Twarda  | Kaylah McPhee      | Talia Gibson Priscilla Hon               | 1:6, 2:6          |